# A Night at the Vanguard
A Night at the Vanguard est un album live de jazz hard bop enregistré en 1959 en concert au club de jazz Village Vanguard à New York par The Kenny Burrell Trio, composé du guitariste américain Kenny Burrell, du contrebassiste Richard Davis et du batteur Roy Haynes.
Il est publié à nouveau en avril 1966 sous le titre Man At Work.
Il ne doit pas être confondu avec l'album live A Night at the Village Vanguard enregistré en 1957 par le saxophoniste Sonny Rollins.

## Historique

### Contexte
En 1955, Kenny Burrell, originaire de Détroit, obtient un baccalauréat en musique à l'Université d'État de Wayne, à l'issue d'un programme qui comprenait plus d'une année d'études en guitare classique,
Il déménage à New York à la fin de l'année 1955.
Nat Henhoff, écrivant dans le magazine DownBeat en 1957 note : « Burrell m'impressionne de plus en plus comme le plus important des nouveaux guitaristes ».
Kenny Burrell fait de New York sa base d'opérations : il participe à de nombreuses sessions d'enregistrement, créant souvent une place pour la guitare dans des sections rythmiques qui auraient pu autrement négliger cet instrument.

### Enregistrement et production
L'album A Night at the Vanguard est enregistré les 16 et 17 septembre 1959 par Phil Macy lors d'un concert donné au club de jazz Village Vanguard à New York par The Kenny Burrell Trio, composé du guitariste américain Kenny Burrell, du contrebassiste Richard Davis et du batteur Roy Haynes,,.
Il est produit par Jack Tracy,, producteur et directeur du label EmArcy Jazz, et journaliste au DownBeat Magazine.
Cet album ne doit pas être confondu avec l'album live A Night at the Village Vanguard enregistré en 1957 par le saxophoniste Sonny Rollins.

### Publication originale (1960)
A Night at the Vanguard est publié sous forme de disque vinyle long playing (LP) en juin 1960 sur le label Argo Records sous la référence Argo LP 655,.
La notice originale du LP (original liner notes) est de la main de Don Gold,, critique de jazz et journaliste au DownBeat Magazine.
La photographie qui illustre la pochette de l'album original A Night at the Vanguard (1960) et qui représente Kenny Burrell à la guitare est l'œuvre de Chuck Stewart,, un photographe américain actif dans le monde du jazz depuis le début des années 1950.

### Deuxième publication sous le titreMan At Work(1966)
L'album est publié à nouveau en avril 1966 sous le titre Man At Work sous la référence Cadet LPS-769 sur le label Cadet Records,, qui est le nouveau nom du label Argo Records depuis 1965.
Cet album sort avec une nouvelle pochette qui représente une housse de guitare appuyée sur un panneau posé en pleine rue affichant Man At Work - Kenny Burrell with Richard Davis & Roy Haynes - Recorded at The Village Vanguard : cette photographie est l'œuvre de Don Bronstein.

### Rééditions
L'album est réédité à de nombreuses reprises en disque vinyle LP de 1960 à 2013 par les labels Argo, Chess (maison-mère d'Argo), Cadet (nouveau nom d'Argo), Funckler, Barclay, Baybridge Records, Euphoria, DOL, Globe, Jazz Reactivation, Sundazed, Urp Music Distribution et Muse,. 
À partir de 1987, il est publié en Compact Disc sur les labels Argo, Chess, MCA Records, Verve, Essential Jazz Classics, 	Le Jazz, Evidence, Pony Canyon Records, Universal Distribution, GRP,.

## Accueil critique
Le site AllMusic attribue 4½ étoiles à l'album A Night at the Vanguard. Le critique musical Michael G. Nastos d'AllMusic souligne que « L'histoire de la carrière de Kenny Burrell en tant que guitariste de jazz moderne de premier plan a été documentée par de nombreux efforts en studio, mais voici un rendez-vous en boîte de nuit qui pourrait bien être classé comme l'un de ses meilleurs efforts. La spontanéité et la fraîcheur des lignes lyriques et des accords de Burrell est encore rehaussée par les musiciens les plus avancés avec lesquels il a joué - le bassiste Richard Davis et le batteur Roy Haynes. Pour de la musique faite en 1959, il s'agit d'un jazz capiteux, d'une exécution brillante ».
Pour l'écrivain et journaliste Don Gold, auteur de la notice du LP Argos original, « Burrell apparaît comme un soliste de goût et un leader qui peut facilement souder une équipe » mais « une partie de l'unité réalisée ici est bien sûr le produit du dévouement du bassiste Richard Davis et du batteur Roy Haynes ». Pour lui, « Burrell, Davis et Haynes se mélangent impeccablement pour produire des sons qui ne sont ni sirupeux, ni bruts, ni ouvertement commerciaux » et « Tout au long du LP, il y a des moments marquants. Les échanges Burrell-Haynes par exemple sont toujours incisifs. Burrell résiste à la tentation de noyer l'auditeur dans la technique pour la technique ». Et Don Gold de conclure : « Dans ce trio, la mélodie et le rythme sont deux préoccupations essentielles et l'originalité les gouverne toutes les deux ».
Pour Paul Silbergleit, A Night at the Vanguard fait partie des points forts de la carrière de Kenny Burrell, aux côtés de disques comme Kenny Burrell and John Coltrane (1958), Midnight Blue (1963) et Guitar Forms (1965).
Pour Kenny Mathieson « Cet album est considéré comme le premier enregistrement réalisé dans cette configuration particulière de trio. La dynamique douce et les nuances musicales subtiles de ce trio conviennent parfaitement aux penchants plus doux de Burrell et il est la figure dominante dans leurs conversations musicales.  Burrell n'a jamais été un innovateur et est souvent décrit comme conservateur dans son approche, avec raison. Cependant, dans ce conservatisme inné, son jeu est toujours plein de ressources et sa capacité à inventer des lignes mélodiques fraîches et imaginatives dans les contraintes de son style est apparemment sans limite ».

## Liste des morceaux
On notera que le premier morceau (All Night Long) est crédité à Shelton Brooks sur la pochette du disque vinyle LP original Argo de 1959, alors qu'il est crédité à Kenny Burrell lui-même sur la pochette du LP Cadet de 1966, sur celle du CD Verve de 2008 et sur le site AllMusic.
| 1.    | All Night Long               | Shelton Brooks                          | 5:15 |
| 2.    | Will You Still Be Mine       | Matt Dennis, Tom Adair                  | 4:24 |
| 3.    | I'm a Fool to Want You       | Herron, Frank Sinatra, Jack Wolf        | 4:40 |
| 4.    | Trio                         | Erroll Garner                           | 4:20 |
| 5.    | Broadway                     | Billy Byrd, Henri Woode, McRae          | 4:18 |
| 6.    | Soft Winds                   | Benny Goodman                           | 4:17 |
| 7.    | Just A-Sittin' and A-Rockin' | Billy Strayhorn, Duke Ellington, Gaines | 4:18 |
| 8.    | Well, You Needn't            | Thelonious Monk                         | 4:29 |
| 36:01 |                              |                                         |      |

Les minutages ci-dessus sont ceux qui sont indiqués sur la reproduction des pochettes des disques vinyle originaux Argo LP 655 et Cadet LPS-769 reproduites sur le CD Verve 0602517613539 de 2008. Ces minutages s'écartent légèrement de ceux du CD et de ceux qui sont mentionnés par AllMusic.

## Musiciens
- Kenny Burrell : guitare
- Richard Davis : contrebasse
- Roy Haynes : batterie